# 瓦尔泽亚-达帕尔马
瓦尔泽亚-达帕尔马是巴西米纳斯吉拉斯州的一个市镇。总面积2195.653平方公里，总人口66448人，人口密度30.3人/平方公里。